# Асеновград
Асѐновград е град в Южна България. Той се намира в област Пловдив и е разположен на 11,5 km южно от град Пловдив. Асеновград е най-големият необластен град в България, най-големият град в Родопите, втори по големина в областта след Пловдив и е административен център на община Асеновград. В Асеновград влизат и кварталите Горни Воден и Долни Воден, които до 1986 г. са отделни села. По данни на ГРАО към 15 юни 2020 г. в града живеят 51 601 души по настоящ адрес и 50 728 души по настоящ адрес и 59 031 души по постоянен адрес. Към 2021 година Асеновград е на 18-о място по големина в страната.
До 1934 г. Асеновград се казва Станимака от гръцкото име на града Στενήμαχος, Стенимахос. През 1934 г. е преименуван в чест на цар Иван Асен II на Асеновград. Над самия град се намират останките от Асеновата крепост, стара крепост, която при цар Иван Асен II е подсилена и е превърната във важен военен пост в отбраната на южните граници на Второто българско царство.
Градът е известен с многото си църкви, манастири и параклиси и често е наричан Малкият Йерусалим. Известен е и като „Градът на булчинските рокли“ поради големия брой ателиета и магазини за сватбени рокли и аксесоари.
Преобладаващият брой от жителите на Асеновград са българи, като в града има представители на турския и циганския етнос.

## География
Град Асеновград е разположен в южната част на област Пловдив. Намира се на 19 km от областния център Пловдив и на 167 km от столицата София. Асеновградската община граничи с общините Родопи, Садово, Първомай, Лъки, Куклен, Черноочене, Баните и Чепеларе.
Градът е разположен в дефилето на река Асеница (Чепеларската река или Чая) при нейния изход от Родопите към Горнотракийската низината. По тази причина община Асеновград осъществява естествена връзка между Централна България, Централните Родопи и Беломорието. През нейната територия преминава един от най-важните транспортни коридори към Гърция по маршрута Пловдив – Смолян – Златоград – Ксанти.
Централното географско разположение на града обуславя неговото значение от древността до наши дни. Поради разположението си Асеновград има изключително благоприятен климат с хладно лято и мека зима. В Асеновград се забелязва природното явление вечерник – лек вятър, който се появява надвечер и спира към десет часа сутринта. Причината за неговото появяване е различното нагряване на въздуха между равнината и планинските местности (вижте фьон). Вечерникът е отличен регулатор на винената ферментация и една от причините Асеновград да се профилира като лозарски и винарски център. Вятърът може да достигне до 4 – 5 km на север по течението на реката.
Най-голямото количество дъждове се наблюдава през май и юни, а най-малко – през септември и октомври. Обилни дъждове през пролетта са причинявали наводнение в града. Почвата е глинесто-песъчлива и лесна за обработване.
Горският фонд на община Асеновград e 289 540 декара, от тях 145 510 декара се ползват за производствени цели. Добре е развита дървопреработващата промишленост.

## История

### Име
Старото име на града Станимака е побългарен вариант на гръцкото му име Стенимахос. Има няколко мнения за етимологията на името Стенимахос. Едното е, че произлиза от Истеомахи (Ιστιεομάχη), тъй като градът е основан след много битки (на гръцки „махи“) на преселниците от Истиеа. Истиеомахи с времето се променяло на Стеимахи, Стенимахос, Станимахи и Станимака. Според други името е със средновековен произход и идва от „стеномахос“ (στενομάχος), означаващо „бой на тясно (място)“, тъй като градът е близо до изхода на дефилето на река Чая; или „тесен проход“, тъй като на времето пътят през дефилето е бил много тесен. Според трета теория името идва от личното име Стенемахос (Σθενέμαχος) – неизвестен герой от X – XI век.

### История на града

#### Първобитен живот
В града не са намирани останки от първобитен живот, но в близост са открити няколко огнища от новокаменната ера. Първите данни за заселване в региона са край село Богданица. По река Сушица (приток на Юговската река) е открита селищна могила, наречена Тумбата. Дълга е 150 m в основата, на широчина е 88 m и 5 m височина. В нея са намерени хромели, каменни брадвички и глинени съдове. Най-ценната находка от могилата е малък мраморен идол от неолита.
Друга селищна могила е открита близо до село Руен (Паная или Богородично), на 5 km на запад от Асеновград. Наречена е Курт тепе или Вълча могила. Находките са длето от кост, глинена статуетка и фигура на жена, два костни идола и каменна брадвичка. Най-вероятно могилата е от късния неолит (3500 – 3000 г. пр. н. е.).
В района до железопътната гара в местността Керемидарницата в миналото са се издигали три могили, високи от 4 до 7 m. През 1956 г. в последната от могилите е открит зазидан гроб с четири колела от колесница, остатъци от хамути и четири конски скелета. По всичко личи, че на това място е бил погребан знатен тракиец. По намерените недогорели въглища до гроба може да се заключи, че погребението е извършено по тракийски обичай чрез изгаряне на покойника. В гробницата са намерени бронзово ойнохое (съд за вино), бронзов леген, бронзова патера (жертвен съд) и стъклено шише за благовонни масла. От тях голямо впечатление прави бронзовата патера, която е с обла дръжка и украсена в края с бюста на Силен, а в противоположния край – с релефно изображение на сатир. Патерата е добре запазена. Освен тези предмети извън гроба са намерени и глинен балсамарий, сребърни и бронзови пръстени, гвоздеи и части от стъклени балсамарии.
В града са намирани и други любопитни находки. Две от тях – комплект от предпазно въоръжение на тракиец (шлем, два наколенника и торква) и намерените северно от Асенова крепост тракийски шлем и копие, се намират в Националния археологически музей в София.

#### Античност
Според гръцките историци Асеновград е основан през VII век пр.н.е. под името Стенимахос от 3000 гръцки колонисти от евбейския град Истиеа. Вероятно градът е основан с цел да пази пътищата на юг и да създаде възможност за контрол на транзитната търговия към поречието на река Марица, там където е днешен Пловдив.
В черквата „Богородица Балъклийка“ са открити каменен релеф на Юпитер и четвъртита мраморна колона с надписи. Релефът на Юпитер показва божеството, държащо в едната ръка патера, а в другата – скиптър. Вдясно от Юпитер е изобразен ореол, а отляво – четириного животно. В Станимака е намерен и друг релеф, посветен на Юпитер. На него с надписи на гръцки може да се прочете: „Ефрат, син на Хиацинта, посвещава на Юпитер по внушение на божеството след съновидение“.
Интерес предизвикват и двете каменни плочи, посветени на върховния еврейски бог Яхве. Едната от тях, намерена на Баделема, е счупена. Другата плоча е открита при Метоха и съдържа следното посвещение: „На върховния бог Яхве“.
От Асеновград произхожда и мраморна плоча с размер 40/30 cm с изображение на неизвестна богиня, изправена до олтар. В едната си ръка тя държи патера, а в другата – скиптър. Върху плочата има и изобразен втори олтар, до който е застанало друго (неидентифицирано) божество.
Между Горни и Долни Воден, източно от античния град, са открити останки от християнска църква, строена през втората половина на IV век и използвана до VI век.
Според изследванията на Проф. Атанас Милчев, градът е основан от тракийски племена, за което свидетелстват няколкото открити тракийски могили, както и артефакти от периода. Основната тракийска махала е била в района на параклиса Св. Димитър, което е било и най-защитеното място. Първите гърци се заселват по-късно при експанзията на Филип Македонски, като търговци, които са търгували с местното вече установено Тракийско население. За масовото Тракийско население говорят и многото намерена тракийска керамика, както и множеството тракийски светилища, като откритото до манастира Св. Кирил и Йолита. Траките не са използвали своя писменост, поради което бързо възприемат културата на гръцките заселници-търговци, както и гръцкото има не Асеновград. Но изследваният на проф. Милчев безспорно доказват тракийското начало на Асеновград.

#### Средновековие
Средновековното име на Асеновград – Станимака (Станимахос) е споменато за пръв път в Устава на Бачковския манастир, който е написан от неговия създател – грузинеца Григорий Бакуриани.
В същия документ са споменати и средновековните наименования на някои местности и забележителности около и в града:
- Янова – местността, в която е изграден манастирът
- Аврова – село Яврово
- Добролонг – село Добралък
- Лалково – село Лилково
- крепостта Петричос (Περιτζός, Перицос) – Асенова крепост

От документа става ясно и наличието по това време на черквите „Горен Свети Георги“ и „Долен Свети Георги“, които са се намирали в близост до настоящата метошка църква, носеща името на същия светия.
Около разположената на 2 km южно от града Асенова крепост са открити археологически находки от Средновековието – керамика, монети, домашни потреби, сечива и оръжия. Цели керамични съдове не са намерени, а само отделни фрагменти. Някои от късовете са украсени с геометрични, растителни или животински мотиви, характерни за Втората българска държава. Най-ценните открити монети са от римските императори Констанций I Хлор и Диоклециан.
В близост до Асеновата крепост се е намирало и древното крепостно селище Петрич, наричано още Василикис. За наличието му става ясно отново от устава на Григорий Бакуриани. Точното място на селището се установява едва през 1960 г. при разкопки на нива около шосето за Яврово. Открита е делва с кости от човек и животно в нея. Основите на селището не могат да бъдат установени, защото в по-голямата си част са били дървени. Селището е служило да снабдява крепостта с каменари, говедари, свинари, жито и вино.
Станимака се споменава в летописа на Третия кръстоносен поход (1189 – 1191 г.), където крепостта се нарича Скрибенцион. Походът се води от германския император Фридрих Барбароса. През 1189 г. той се настанява в Пловдив и презимува там. По същото време някои от кръстоносните военачалници ограбват съседните на Пловдив населени места, сред които е и Станимака.
Няколко години след кръстоносния поход византийският император Алексий III Ангел издига за владетел на Родопската област убиеца на Асен I – Иванко. През 1198 г. обаче Иванко се отмята от Византия и се обявява за господар на областта, в която влиза и Станимака. Алексий III започва война с него и при една от битките обсажда и превзема крепостта Станимака, като пленява всички българи, които се намират вътре.
На 13 април 1204 г. Цариград пада под властта на кръстоносците от Четвъртия кръстоносен поход. Пловдивската област и Асеновград влизат във владение на Рение дьо Три. Една година след това цар Калоян събира армия, за да превземе пловдивската област. След като узнава това, Рение дьо Три бяга от Пловдив, придружен само от 15 рицари, и се окопава в крепостта Станимака. След една година обсада Рение успява да се измъкне, като е освободен от маршала на Шампан и Романия и хронист на кръстоносния поход Жофроа дьо Вилардуен.
Крепостта на града е възстановена от цар Иван Асен II. През периода 1259 – 1344 г. Станимака е столица на Родопската област и градът на няколко пъти минава ту в България, ту във Византия. През 1344 г. при цар Иван Александър градът заедно с другите родопски крепости е включен в пределите на България. Смята се, че градът е завладян от османските турци през 1363 г. или след Черноменската битка през 1371 г.

#### Нова история
В първите векове на османското владичество градът е вакъфско селище на султан Сюлейман Великолепни, а по-късно става център на нахия. Това се потвърждава от сведенията на асеновградското синорнаме от 1517 г. и на подробния регистър на вакъфите на султан Сюлейман I Великолепни (1520 – 1566 г.) в Пловдивско от 1595 г., в който регистър Асенонград се споменава под името Истанимака, а самият документ се съхранява в генералния държавен архив на Република Турция в Истанбул. В подробен регистър на джелепкешаните от 1576 година са отбелязани 41 джелепкешани в село Истанимака, сред които четирима свещеници (Стоян, Калоян Димитри, Димитри Давид и Малю Димитри), един златар (Коджа Никола), един казанджия (Калоян) и един самарджия (Мустафа). За един от джелепкешаните е отбелязано, че е грък (Мавруди).
По време на кърджалийските размирици в края на XVIII – началото на XIX век градът на три пъти е ограбван и опожаряван. Около средата на XVIII век в града пристигат бежанци от Костурско, прокудени от Али паша Янински. На преселниците се гледало с добро око и дори се издействали пари от цариградските власти за построяване на собствена черква през 1765 г.
В първата половина на XIX век френският геолог Ами Буе пише за Станимака:
| „ | На една и половина левги от Филибе се минава Станимак по един каменен мост с два свода, наречен Кемер-кюпри. При входа на моста има хан и голям кьошк или квадратен чардак, където човек може да си почине и да се наслади на прохладата, идеща от близостта на водата. От това място се разстила най-красива гледка към пролома на Станимак, един от най-живописните в Родопа… Станимак е населен с българи и мюсюлмани. | “ |

Фанариотските попове влизат във всички станимашки черкви и се превръщат в оръдия на гръкоманството. Много от храмовете по това време се превръщат в институт за претопяване на българите в елиногласни. Колкото повече българи употребяват гръцки език, толкова повече са и приходите за църквата и фанариотското духовенство. През 1847 г. започва отпорът срещу Цариградската патриаршия – в Марашката махала на града се изгражда първата българска черква и българско училище. В помощ на станимачани срещу все още силната фанариотска партия се притичват пловдивските родолюбци начело с Георгаки Чалъкоглу. Гръкоманите действат със заплахи и понякога – с насилие. Един от паметните случаи е убийството на станимашкия първенец Стоян Апостолов (Пантата).
През 1857 година станимаклии извоюват първата си победа над фанариотите и тепърва осъзнават значението на черквите. Взето е решение в черквата „Свети Атанас“ да се чете на черковнославянски език. Със задачата е натоварен 22-годишен младеж – Георги Тюнев Караанлъ. Българите в храма били слисани, а гръкоманите налетели на бой. Родолюбците също се включили и храмът бил потрошен.
Най-ценните придобивки от борбата срещу Цариградската патриаршия са двете български училища. През 1861 г. българите от Бахча махала откриват също свое училище. Според свидетелства на посетили града през същата година американски мисионери, в него живеят 9 хиляди гърци, 100 турци и малко българи, като жителите са особено враждебни към протестантите.
Станимака изрично е изключен от фермана за създаването на Българската екзархия. До началото на XX век Станимака си остава преобладаващо гръцки град с около 9 хиляди души население. Затова, въпреки че в него е основан революционен комитет през 1876 г., градът не взима активно участие в революционните борби през Българското възраждане.
Станимака е освободен от османска власт по време на Руско-турската война на 6 януари 1878 година от генерал-майор Виктор Дандевил. След освобождението Станимака е малък град, чието население се препитава предимно от земеделие – винарство, бубарство и занаятчийство. Гръцкото население на града започва да се изселва след антигръцките вълнения в България през 1906 година. Според доклад на секретаря на Министерството на вътрешните работи Тома Васильов от юни 1907 година от Станимашка околия са изселени 1640 гърци по официален път и 170 нелегално без паспорт.
Изселването на гърците се засилва след договорения обмен на население между България и Гърция по Спогодбата Калфов-Политис след Първата световна война. Тогава около 300 гръцки семейства се заселват в обезбългарения Кукуш (Килкис), други се заселват в негушкото село Хоропан, прекръстено на Стенимахос, а някои – в днешния квартал на Драма Неа Стенимахос. Поради тази причина и днес Асеновград е побратимен с Кукуш и Негуш.
След Освобождението броят на българите в града започва да нараства главно след заселване на българи от околните селища в Тракия и Родопите. В резултат на Балканските войни и Първата световна война Асеновград приема голям брой българи, прогонени от днешна Северна Гърция. Така народностният състав на населението и броят му се променят драстично в това време.

## Население

### Преброявания
| Асеновград | Асеновград | Асеновград | Асеновград | Асеновград | Асеновград | Асеновград | Асеновград | Асеновград |        |
| ---------- | ---------- | ---------- | ---------- | ---------- | ---------- | ---------- | ---------- | ---------- | ------ |
| година     | 1985       | 1992       | 2000       | 2005       | 2010       | 2011       | 2012       | 2016       | 2024   |
| население  | 47 061     | 52 360     | 52 224     | 52 098     | 51 499     | 54 788     | 50 590     | 49 510     | 50 728 |
|            |            |            |            |            |            |            |            |            |        |

### Религии
Религиите в града са:
- Християнство
  - Православие
  - Евангелска петдесятна църква
  - Евангелска съборна (конгрешанска) църква, част от Съюза на евангелските съборни църкви[14]
  - Адвентисти
- Ислям (турци и българомохамедани)

Асеновград е силно свързан с християнската религия. В околностите на града има 80 религиозни храма – 5 манастира, 17 църкви и 58 параклиса. Някои от най-известните и красиви християнски храмове са: църквата „Света Богородица“, църквата „Свети Архангели“, манастирът „Света Петка“, Горноводенски манастир „Св. св. Кирик и Юлита“, „Света Богородица Благовещение – Рибната“, изписана в 1838 година от Захарий Зограф и в 1850 година от Мосхос Одринчанин, „Успение Богородично“, „Свети Иван Рилски“, „Свети Атанасий Александрийски“, „Свети Никола Мирликийски“, „Свети Георги“ в квартал Амбелино, „Свети Георги“ в квартал Метоха, „Света Марина“, параклисите „Света Богородица Малката“, „Свети Константин и Елена“, Параклис „Свети Яни“, „Света Варвара“, „Свети Димитър“ и други.
Около 20 % от населението е съставено от български турци и българомохамедани, изповядващи исляма. В града има една функционираща джамия и една в строеж, разположена в близост до казармата. До стадион „Шипка“ се намира адвентистката църква.
В града има и Евангелска Съборна Църква, която е част от Съюза на евангелските съборни църкви в България. Основите на евангелското общество в Асеновград се полагат от Петър Игнатов, Коста Тахтаджиев и Атанас Стоилов през далечната 1890 година. През 1902 г. евангелската общност в града закупува голямо дворно място с къща на улица „Захари Стоянов“ 3, където църквата се намира и до ден днешен.
Асеновград е център на архиерейско наместничество на Пловдивската епархия на Българската православна църква.

## Политика
Стабилно присъствие в периода 1990 – 2005 г. имат Съюзът на демократичните сили (СДС), Движението за права и свободи (ДПС) и Национално движение „Симеон Втори“ (НДСВ). Българската социалистическа партия (БСП) често е втора политическа сила в град Асеновград. Сред нейните лидери по-известни са Божидар Малинов (кмет на Асеновград през периода 1995 – 1999 г.), Мария Вълканова, Любомир Пандърски и Георги Динков. Основни лидери на СДС през този период са Георги Игнатов (народен представител в VII ВНС и XXXVI ОНС), Николай Налбантов (народен представител в XXXVII ОНС), Симеон Тодоринов (кмет на Асеновград 1991 – 1995 г.), Йордан Бакалов (народен представител в XXXVIII, XXXIX и XL ОНС). Министри в правителството на Сергей Станишев са асеновградчаните Гергана Грънчарова и Джевдет Чакъров.
През 2003 г. с много малка разлика от кандидата на БСП, изборите за кмет печели Кирил Трендафилов от СДС. Тенденцията, която се забелязва е, че доверието към СДС намалява, а избирателите предпочитат БСП, ДПС или Граждани за европейско развитие на България (ГЕРБ). Заместник-кмет е инженер Георги Чордов.

### Кмет
На първия тур на местните избори през 2011 кандидатът за кмет Христо Грудев (ГЕРБ) получава 32,82 % от гласовете, а Емил Караиванов (БСП) – 20,63 %. Избирателната активност на втория тур е 52 %. С 50,39 % за кмет на Асеновград е избран Емил Караиванов.

### Общински съвет
Според Закона за местното самоуправление и местната администрация управлението на град Асеновград е съставено от градоначалник и общински съвет от 33 съветници. На всеки четири години се избира нов общински съвет и кмет, като следващите избори са предвидени за 2015 г. Разпределението на местата в общинския съвет след последните избори от 23 октомври 2011 г., при изборна активност от 54,24 %, е следното:
| Партия                                     | Изборен резултат | Получени гласове | Места |
| ------------------------------------------ | ---------------- | ---------------- | ----- |
| ГЕРБ                                       | 29,76 %          | 8994             | 13    |
| Българска социалистическа партия           | 17,63 %          | 5326             | 7     |
| Движение за права и свободи                | 16,17 %          | 4886             | 7     |
| Съюз на демократичните сили                | 6,52 %           | 1969             | 3     |
| Национално движение за стабилност и възход | 3,69 %           | 1116             | 2     |
| Атака                                      | 3,35 %           | 1013             | 1     |

### Побратимени градове
Асеновград е побратимен град или има сътрудничество със следните градове:
- Бергама, Турция[19]
- Кукуш, Гърция[20]
- Негуш, Гърция[19]
- Прилеп, Северна Македония[20]
- Стари Оскол, Русия[21]
- Димитровград, Сърбия

## Икономика и инфраструктура

### Икономическа характеристика
Асеновград е известен и в чужбина със своята запазена винарска традиция и по-точно със станимашката малага и асеновградския мавруд.
През втората половина на XX век около града са построени няколко големи промишлени предприятия:
комбинат за цветни метали (КЦМ АД, най-големият на Балканите), мелница за производство на брашно, завод за полимерни опаковки („Асенова крепост“ ЕАД, завод за преработка на отпадъчна пластмаса („Химик“ АД, единствен в България), завод за калциев карбид, негасена вар, калциев карбонат преципитат, опаковани фино очистена гасена вар и варови разтвори. По пътя за Козаново има завод за производство на захарни изделия. Асеновград е прочут и с производството на консервни кутии и детски храни и пюрета.
В днешно време градът е известен и с множеството си магазини за булчински рокли и аксесоари. В града се развива също така консервна промишленост, производство на пластмаси, части за металорежещи машини, винарска промишленост и други.
Асеновград има стратегическо географско разположение за привличане на чужди инвеститори и може да се развие като средище на леката промишленост (кожухарска, пластмасова, дървообработваща и текстилна), както и хранително-вкусовата промишленост.
В последните години се забелязва тенденцията за урбанизиране на териториите около първокласния път Асеновград – Пловдив. Погледнато в перспектива се очаква в близките 10 години Асеновград и Пловдив да се съединят в една голяма икономическа агломерация. За изграждането и функционирането на тази агломерация са необходими усилия от община Асеновград, община Куклен и община Пловдив за изграждане на 6-лентов път между Асеновград и Пловдив. През 2009 г. с държавна намеса беше изграден нов терминал на летище „Пловдив“, (намиращо се на около 8 km от Асеновград), позволяващ на час да се обработват до 4 самолета с около 800 – 1000 пътници, както и построяване на нови халета с цел създаване на възможност за престояването на над 25 самолета в денонощието на летище „Маврудово“.

### Транспорт
За подобряване на инфраструктурата около града е належащо и необходимо да се изградят нови обиколни пътища в посока Кърджали и Смолян, най-малкото поради очертаващия се повишен трафик на автомобили, преминаващи транзитно през град Асеновград. По направлението Асеновград – Кърджали е необходимо да се изгради ново околовръстно шосе, което да започва преди карбидния завод и преминава през края на промишлената зона, продължаващо покрай река Чая, което ще бъде съпроводено и с изграждане на нов мост над реката, така че пътят да излиза преди завод „Химик“, съответно да преминава покрай манастира „Свети Илия“ и да се включва в тополоския път на няколко километра след града. Нов път или друго трасе трябва да се изгради и в посока Смолян, с цел да се преодолеят проблемите с повишения трафик на автомобили в града. Този нов път трябва да започва някъде около град Куклен, да преминава над кв. Долни и Горни Воден, село Лясково и село Яврово и да се създаде възможност за връзка с първокласния път Асеновград-Смолян около 20 – 25 km от град Асеновград.
В града има автогара и железопътна гара. От железопътната гара се движат влакове само до село Крумово и Пловдив.

### Медии
През 1986 г. в града започва да се излъчва програмата на Централната съветска телевизия чрез предавател на върха на хотел „Асеновец“. През 1997 г. това излъчване е прекратено и на същата честота започват да се излъчват сателитни или регионални програми. Асеновградската телевизия се казва ТВ САТ КОМ и се излъчва само в домакинствата, които са свързани към кабелния оператор, който носи същото име. От хотел Асеновец излъчват Радио 1 и Радио Фокус.
Вестниците в Асеновград са три – „Асеновградски новинар“, „Вестител“ и „Регион“. В тях се публикуват предимно местни новини.

## Култура и забележителности
Градът е важно средище за религиозен и културен туризъм. Особено атрактивни са туристическите маршрути до манастирите „Света Петка“, „Свети Кирик“ и Араповския манастир. Около града има общо 5 манастира, 15 църкви и 58 параклиса,
исторически, етнографски, палеонтологичен, музей на рока и винарски музей, а на 2 km от града е Асеновата крепост.
Край Асеновград се намира и комплексът за спортен лов и риболов „40-те извора“. Климатът е изключително мек през зимата и относително прохладен през лятото, което прави града и околностите примамливи за туризъм. Особено важно за туристическото и урбанизационно развитие на град Асеновград има югоизточния му район, който включва местността „Параколово“, местностите около язовир „Четиридесетте извора“ (там е изграден и първият туристически обект „Тракийският хан“).
В близкото минало градът е известен и с една от първите дискотеки в България („Джамбуре) с 600 места и кръгъл дансинг, завършена през 1977 г. Тя се е намирала в хотелски комплекс „Асеновец“, който понастоящем се възстановява изцяло, но дискотеката вече не съществува.

### Асенова крепост
Асеновата крепост е разположена в планината Родопи и е свързана с Асеновград посредством двукилометрово шосе. Крепостта съществува още по времето на траките, а през Средновековието нейната позиция става стратегическа. Крепостта е наречена на цар Иван Асен II. Църквата „Света Богородица Петричка“ е единствената изцяло запазена сграда в Асеновата крепост. През 1991 г., след завършването на цялостната реставрация на църквата, тя отново започва да функционира като православен храм.
Крепостта е сред Стоте национални туристически обекта и е отворена целогодишно за посещения. Ежедневно десетки асеновградчани и туристи правят преход до скалата.

### Палеонтологичен музей
Палеонтологичният музей в града, филиал на Националния природонаучен музей, е основан през 1990 г. и се гордее с една от най-богатите палеонтологични колекции в България. Сред експонатите има останки от саблезъб тигър, тигър метаилурус и дейнотерий. Дейнотерият (Дейнотериум – Deinotherium giganteum Kaup) е огромно хоботно животно. То е живяло в блатистите райони преди 8 милиона години. Теглото му е било повече от 12 тона. Находката е уникална в световен мащаб. Това е един от петте екземпляра, извадени при разкопки в света и е един от най-запазените. Целият скелет на животното е бил открит при село Езерово през 1967 г. Именно защото е уникална находка, истинските кости се пазят в Националния природонаучен музей в София. В музея в Асеновград може да се види точно копие на скелета на динотерия.

### Природни забележителности
Местността Лале баир се намира югоизточно от Асеновград в землището на града. Лале баир е едно от малкото места, където се среща балканският ендемит – родопско лале. Усойката, която има площ два хектара, е обявена за природна забележителност през 1977 г. Природни забележителности има и по туристическия маршрут, тръгващ от парка „Св. Трифон“, през местността „Корудере“, преминаващ през няколко планински заслона и една хижа („Момина сълза“) и достигащ, съответно, до историческия лагер „Гонда вода“, „Безово“ или „Добростан“. Интересен е панорамният планински път от югоизточната вилна зона „Параколово“, по върха на билото на планината през параклиса „Св. Илия“ до манастира „Св. Петка“. Този маршрут се минава за около 2 часа и половина в едната посока. Общо казано, околностите на Асеновград са лесни и достъпни за туристически походи и същевременно предоставят на туристите красиви и живописни природни гледки.

### Редовни събития и празници
Празниците в Асеновград са християнски, но се срещат и някои езически мотиви. Градът се отличава с особено развита християнска култура. Живелите тук гърци и българи образуват една духовна общност. Някои от обичаите не се срещат никъде другаде в България. Днес Асеновград е една от крепостите на православната религия. В града се празнуват всички християнски празници по един внушителен начин, като се започне от Богоявление, Атанасовден, Антоновден, Трифон Зарезан, Тодоровден и се премине през Великден, Света Богородица, Кръстовден и се завърши с Никулден, Коледа и Стефановден. Градът през годините е създал уникална топлина и съчетание на празничност.
Мюсюлманите в града през летните месеци, обикновено през месец август, правят курбан за здраве и берекет, който е станал традиционен техен празник. През летните месеци в селата около Асеновград се провеждат и различни събори и веселби, свързани с бита и поминъка на асеновградчани.
В църквата, намираща се в квартал „Свети Георги“ и носеща името „Света Богородица – Свето Благовещение“, се намира икона на Света Богородица, която е смятана за чудотворна. На 15 август тя се носи от Асеновград до Бачковския манастир и после се връща обратно.

#### Йордановден – 6 януари
Както в повечето български градове, така и в Асеновград на Йордановден се извършва тържествено хвърляне на кръста в река или водоем. За целта е избран мостът, който води към центъра на града. В определен сутрешен час свещениците и енориашите от всички църкви се събират на определеното място, за да извършат „кръщаването“. Начело на всяко шествие върви свещеникът, а след него се носят иконите, хоругвите и запалени фенери. Желаещите да гледат се събират по двата края на реката или върху моста, а младежите, желаещи да уловят кръста, са в коритото на реката. Иконите, които са донесени от църквите, се измиват в реката.

#### Свети Трифон Зарезан – 1 февруари
Трифон Зарезан е един от най-големите празници на града, също така широко известен и в цяла България. Посетителите се събират на параклиса „Свети Трифон Зарезан“, където се води празнична програма, има сергии и шумна музика. Голямо зрелище са пехливанските борби, които се провеждат всяка година на този празник. Победителят в тях печели овен или коч. Този празник отбелязва края на зимата и началото на прехода към пролетта.

#### Поклонение до манастира „Света Петка“ – 19 февруари
Както много български градове, така и Асеновград е посещаван от Васил Левски. Има легенда, че Апостола е прекарал известно време (или е бил чест гост) на манастира „Света Петка“, който се намира на 4 km югоизточно от Асеновград. Така всяка година ако не на самата дата през съботата или неделята около 19 февруари в манастира се отбелязва годишнината от смъртта на Васил Левски. Обикновено много хора и граждани на града и околните села отиват на поклонение до манастира.

#### Св. св. Константин и Елена – 21 май
В града има параклис „Св. св. Константин и Елена“, построен през 1821 г. Според вярването на този ден Свети Константин и Света Елена могат да възвърнат говора на деца, които не могат да говорят или заекват. На всички деца, имащи този проблем, свещеникът дава да пият светена вода, в която той пуска специален ключ, който „отключва говора“. Ключът задължително трябва да постои едно денонощие във водата. При идването на детето в параклиса то трябва да отключи вратата, да го даде на жената в параклиса, тя го потапя в светената вода и го слага в устата на детето като имитира „отключване“.

#### Туристически маршрути
- Асеновград – хижа „Момина сълза“, хижа „Безово“, връх Безово, Червената стена, село Бачково.
- Асеновград – лагер „Гонда вода“, хижа „Безово“, хижа „Марциганица“.
- Асеновград – хижа „Руен“, Копривките, хижа „Здравец“, летовище „Бяла черква“.
- Асеновград – село Лясково, връх Баба, село Бачково“.
- Асеновград – Мулдавски манастир „Св. Петка“, хижа „Ловна“, лагер „Гонда вода“, Асеновград.

#### Асеновградска празнична седмица
Като всеки град в България ежегодно в Асеновград се чества градският празник. В историческата традиция на града обаче няма фиксирана точна дата, обикновено се приема датата да бъде около 27 май, но културните събития продължават цяла седмица. Прието е това да става в последната седмица на месец май, като празниците протичат от понеделник до неделя, кулминацията обикновено е в съботния ден. Майските празници на града показват напредъка и прогреса на асеновградчани в съчетание в културните и фолклорни традиции на бита и душевността на станимаклии, провеждат се множество светски и културни събития, концерти, изложби, лектории, семинари, колопоходи, събрания и много спортни състезания. Празниците олицетворяват завета на академик Николай Хайтов: „Да пазим спомена за Асеновград, като ключ за нашето бъдеще“.

### Кухня
Типично асеновградски ястия и деликатеси са:
| - Станимашки сарми - Хардало - Асеновградски мавруд – червено вино - Булама (бяло сладко) - Балсуджук - Сладко от зелени смокини - Рачел (сладко от тиква) - Сладко от бели череши | - Асеновградска малага – червено вино - Агнешки крачета по касапски - Супа от агнешки главички - Бурания (кисело зеле и ориз) - Целина със сос - Сланутък (говеждо с нахут) - Сладкиш с петмез - Туршия от пълнени камби |

## Спорт
В града най-популярен спорт е футболът. В Асеновград има няколко футболни отбора, от които най-стар и известен е ФК Асеновец, който през последните години присъства неизменно във В група. Стадионът на отбора се казва „Шипка“. „Асеновец“ е бил четвъртфиналист за Купата на Съветската армия през 1981 г. и осминафиналист за Националната купа през 1979 г. Друг известен футболен тим е ФК Сокол Долни Воден, който се състезава в регионалните групи. Най-известният асеновградски футболист е Марин Бакалов, играл в Тракия (ПД), Ботев ПД, ЦСКА и чуждестранни отбори, шампион на България и носител на националната купа. Друг популярен спорт е кану-каяк, големи имена са братя Кърмаджиеви, Камен Куцев.
Асеновград се слави с елитната си школа по вдигане на тежести, в която са тренирали много олимпийски и световни шампиони. Йордан Митков е носител на олимпийска титла от XXI летни олимпийски игри в Монреал през 1976 г. Олимпийският медалист от игрите в Сеул през 1988, световен и европейски шампион – Стефан Топуров е асеновградчанин. Роденият през 1952 щангист Иван Веселинов е подобрил 250 републикански рекорда. Залата за вдигане на тежести в Асеновград носи неговото име.
Щангистът Севдалин Маринов е олимпийски шампион от XXIV летни олимпийски игри в Сеул през 1988 г. в категория 52 kg. Световният шампион за 2007 г. в категория до 77 kg – Иван Стоицов е състезател на клуб „Асеновец“.
Известен асеновградски спортист е и Велик Капсъзов. Той е първият българин носител на два златни медала от европейски първенства по спортна гимнастика. Печелил е още много медали и е „Заслужил майстор на спорта“. Писал е статии и научни трудове. Изобретява тренажори и други уреди. Обявен е за почетен гражданин на София.
Известен асеновградски акробат е Георги Кехайов, който е бил акробат в Софийския цирк. Получил е много признания за себе си и трупата му от чужбина. Трупа „Кехайови“ постигат световни рекорди и имат диплом от Гинес.
Шахматът също се ползва с голям интерес. Известният български шахматист Иван Чепаринов е родом от Асеновград. Петър Лянгов е асеновградски шахматист и майстор на спорта. Димитър Янков (р. 1934) е бил три пъти републикански шампион в този спорт.
Асеновград има клуб по гребане, който се подготвя на язовир „40-те извора“ и редовно взима участия в републикански шампионати. Известен спортист е Георги Златев – пет пъти републикански шампион на каяк на дестинация 2000 – 5000 m. Като треньор е подготвял редица национални състезатели. Също така изявен гребец е Благовест Стоянов на Летните олимпийски игри в Барселона печели бронзов медал.
Известна асеновградска спортистка е боксьорката Станимира Петрова (р. 1990 г.) – световен шампион от първеството в Ю. Корея през 2014 г., четирикратен европейски шампион.
Баскетболен клуб „Асеновец“ стават републикански шампиони при 12-годишните момичета през 2011 г.

## Личности
Родени в Асеновград
- Станимира Петрова (боксьорка, р. 1990 г.) – световна шампионка от първенството в Южна Корея през 2014 г., четирикратна европейска шампионка
- Александър Сано (р. 1977 г.), български актьор
- Андреас Макулис (? – 1907 г.), гръцки андартски капитан
- Благовест Сендов (р. 1932 г.), български математик и политик
- Георги Ганев (1927 – 2007 г.), диригент, музикант, композитор и общественик
- Димитър Ганев (Ганеолу) (1846 – 1927 г.), крупен асеновградски фабрикант
- Димитър Ганев (1919 – 2003 г.), диригент, музикант и общественик
- Димитри Иванов (р. 1932 г.), български журналист
- Живко Сталев (1912 – 2008 г.), виден български юрист
- Иван Иванов (1951 – 2024 г.), български актьор
- Иван Кирков (1932 – 1910 г.), български художник
- Иван Чепаринов (р. 1986 г.), български шахматист
- Йордан Митков (р. 1956 г.), български щангист
- Константинос Димитриадис (1881 – 1943 г.), гръцки скулптор
- Мария Андонова (р. 1979), българска журналистка и телевизионна водеща
- Никола Филипов (р. 1948 г.), български писател и краевед
- Николай Лусис (1840 – 1882 г.), митрополит в Китрос, революционер
- Никос Тзавелас (1881 – 1921 г.), гръцки офицер и андартски капитан
- Петя Буюклиева (р. 1959 г.), известна българска поп-певица
- Севдалин Маринов (р. 1968 г.), български щангист
- Стефан Топуров (р. 1964 г.), български щангист, олимпийски медалист, световен и европейски шампион
- Тодор Кожухаров (1891 – 1945 г.), български журналист, писател и политик, народен представител, осъден на смърт от т.нар. Народен съд и екзекутиран
- Христос Цундас (1857 – 1934 г.), виден гръцки археолог, академик
- Янко Ганев (1923 – 1952 г.), театрален актьор

Починали в Асеновград
- Андрей Хърлев, български революционер, бомболеяр
- Атанас Свещаров (1847 – 1930 г.), четник в четата на Христо Ботев
- Георги Радев (1857 – 1942 г.), български революционер, войвода на ВМОРО
- Паисий Хилендарски (1722 – 1773 г.), български духовник и национален будител
- Тане Николов (1873 – 1947 г.), български революционер, войвода на ВМОРО и ВТРО

Свързани с Асеновград
- Николай Хайтов (1919 – 2002 г.), български писател
- Анастас Куцооглу (1856 – 1945 г.), тютюнотърговец, дарител, основател на Безплатна трапезария за ученици в Асеновград
- Иван Димов (1913 – 2002 г.), български скулптор